# Referéndum de independencia de Ucrania de 1991

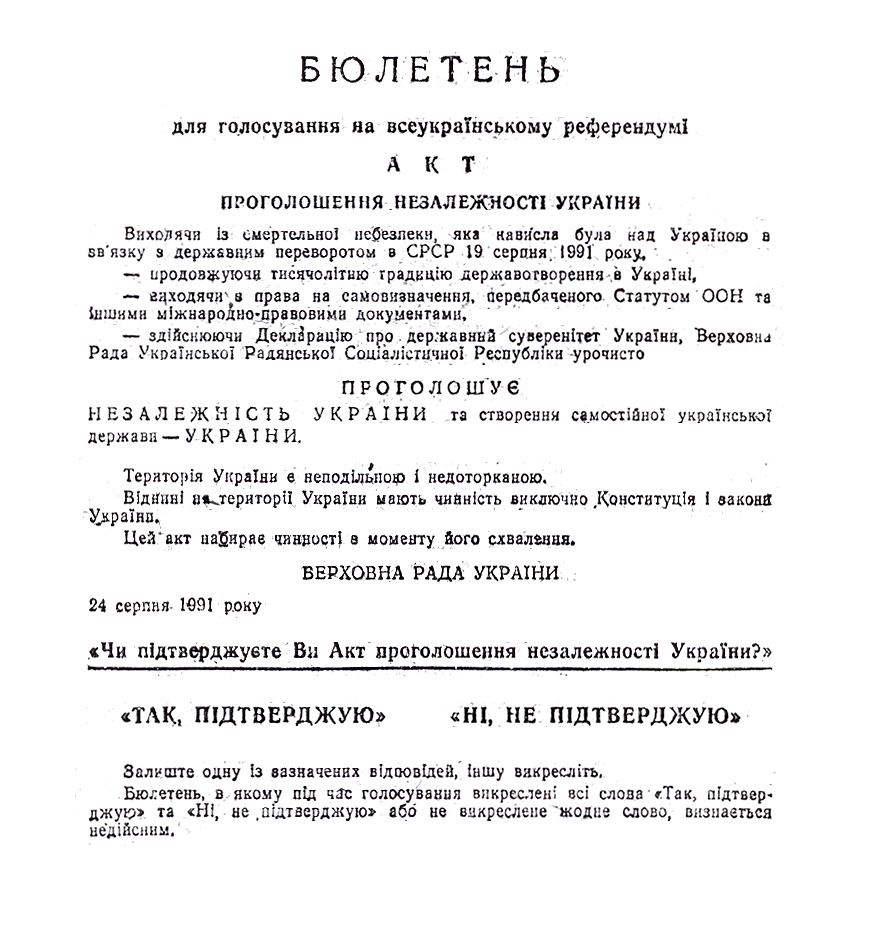
Papeleta de la votación en el referéndum

El Referéndum de independencia de Ucrania de 1991 se llevó a cabo en Ucrania el domingo 1 de diciembre de 1991.
El referéndum fue convocado por la Rada Suprema (Parlamento) para confirmar el Acta de Independencia, que había sido aprobada por el parlamento el 24 de agosto de 1991.
Los ciudadanos de Ucrania expresaron abrumadoramente su apoyo a la independencia. El referéndum tuvo una participación de 31,891,742 (el 84.18% de los votantes registrados), y votaron a favor 28,804,071 (90.32%).
El mismo día se celebraron las primeras elecciones presidenciales de Ucrania, en la que los ucranianos eligieron a Leonid Kravchuk, hasta ese momento jefe del Parlamento actuando como Presidente de Ucrania en funciones.
Tras el apoyo abrumador del pueblo ucraniano a la independencia, el proceso de disolución de la Unión Soviética resultaría irreversible.

## Referéndum y resultado por regiones
El Acta de Independencia fue apoyada por los ciudadanos de las 27 divisiones administrativas de Ucrania: 24 óblast, 1 República autónoma y 2 ciudades con estatus especial.
| Subdivisiones                | Votaron "Si" % |
| ---------------------------- | -------------- |
| República Autónoma de Crimea | 54.19          |
| Óblast de Cherkasy           | 96.03          |
| Óblast de Chernígov          | 93.74          |
| Óblast de Chernivtsí         | 92.78          |
| Óblast de Dnipropetrovsk     | 90.36          |
| Óblast de Donetsk            | 83.90          |
| Óblast de Ivano-Frankivsk    | 98.42          |
| Óblast de Járkov             | 86.33          |
| Óblast de Jersón             | 90.13          |
| Óblast de Jmelnitski         | 96.30          |
| Óblast de Kiev               | 95.52          |
| Óblast de Kirovogrado        | 93.88          |
| Óblast de Lugansk            | 83.86          |
| Óblast de Leópolis           | 97.46          |
| Óblast de Mikoláyiv          | 89.45          |
| Óblast de Odesa              | 85.38          |
| Óblast de Poltava            | 94.93          |
| Óblast de Rivne              | 95.96          |
| Óblast de Sumy               | 92.61          |
| Óblast de Ternópil           | 98.67          |
| Óblast de Vínnitsa           | 95.43          |
| Óblast de Volinia            | 96.32          |
| Óblast de Transcarpacia      | 92.59          |
| Óblast de Zaporiyia          | 90.66          |
| Óblast de Zhitómir           | 95.06          |
| Ciudad de Kiev               | 92.87          |
| Ciudad de Sebastopol         | 57.07          |